# 比利亚塞科德尔潘
比利亚塞科德尔潘，是西班牙卡斯蒂利亚-莱昂萨莫拉省的一个市镇。 总面积35平方公里，总人口294人（2001年），人口密度8人/平方公里。